# 原州都督府
原州都督府，唐都督府之一。貞觀五年（631年）于原州（治所在今宁夏回族自治区固原市）置，督原、庆、会、银、达、亭、要等州。十年废亭、达、要三州，惟督四州。后银州划属夏州都督府。景云二年（711年）并入泾州都督府。后复。开元四年（716年）庆州又置都督府，仅督原、会两州。
辖境相当今宁夏回族自治区中南部的同心、海原、固原、西吉、隆德、彭阳、泾源，甘肃省东部的景泰、靖远、会宁、定西、静宁、平凉、崇信等县市地区。 
| 唐朝原州都督府辖州 | 唐朝原州都督府辖州                             |
| ------------------ | ---------------------------------------------- |
| 631年              | 原州、庆州、宁州、涇州                         |
| 631年—634年        | 原州、庆州、宁州、涇州（西会州来属，增设亭州） |
| 634年—636年        | 原州、庆州、宁州、涇州、亭州（西会州改名粟州） |
| 636年—716年        | 原州、庆州、宁州、涇州（粟州改名会州，废亭州） |
| 716年—733年        | 原州、涇州、会州（庆州、宁州改属庆州都督府）   |
| 733年—756年        | 原州、涇州、会州（隴州来属）                   |

羁縻州
| 羁縻都督府                                    | 州名   | 现在地名                   | 备注                                                                    |
| --------------------------------------------- | ------ | -------------------------- | ----------------------------------------------------------------------- |
| 原州都督府直辖                                | 缘州   | 宁夏同心县同心镇沙咀城     | 632年置，安置突厥部落，649年改为他楼县                                  |
| 原州都督府直辖                                | 安乐州 | 宁夏同心县韦州镇红城水古城 | 672年置，安置吐谷浑慕容氏，734年由灵州都督府来属，756年改属灵州都督府   |
| 芳池州都督府 （677年置，716年改属庆州都督府） | 芳池州 | 甘肃华池县柔远镇           | 677年置，安置党项野利氏，764年地入吐蕃                                  |
| 芳池州都督府 （677年置，716年改属庆州都督府） | 林州   | 甘肃华池县定汉乡           | 677年置，安置党项野利氏，764年地入吐蕃                                  |
| 芳池州都督府 （677年置，716年改属庆州都督府） | 玉州   | 甘肃华池县悦乐镇           | 677年置，安置党项野利氏，764年地入吐蕃                                  |
| 芳池州都督府 （677年置，716年改属庆州都督府） | 种州   | 甘肃华池县温台乡           | 677年置，安置党项野利氏，764年地入吐蕃                                  |
| 芳池州都督府 （677年置，716年改属庆州都督府） | 濮州   | 甘肃华池县李良子乡         | 677年置，安置党项野利氏，764年地入吐蕃                                  |
| 芳池州都督府 （677年置，716年改属庆州都督府） | 位州   | 甘肃华池县五蛟镇           | 677年置，安置党项野利氏，764年地入吐蕃                                  |
| 芳池州都督府 （677年置，716年改属庆州都督府） | 尹州   | 甘肃华池县白马乡           | 677年置，安置党项野利氏，764年地入吐蕃                                  |
| 芳池州都督府 （677年置，716年改属庆州都督府） | 宝州   | 甘肃环县八珠乡             | 677年置，安置诸羌，764年地入吐蕃                                        |
| 芳池州都督府 （677年置，716年改属庆州都督府） | 长州   | 甘肃环县许家河乡           | 677年置，安置党项野利氏，764年地入吐蕃                                  |
| 芳池州都督府 （677年置，716年改属庆州都督府） | 宁静州 | 甘肃华池县城壕镇           | 672年置，安置党项，直属原州都督府，677年改属芳池州都督府，764年地入吐蕃 |
| 安定州都督府 （677年置，716年改属庆州都督府） | 安定州 | 甘肃环县洪德镇             | 677年置，安置党项折磨氏，764年地入吐蕃                                  |
| 安定州都督府 （677年置，716年改属庆州都督府） | 党州   | 甘肃环县小南沟乡           | 677年置，安置党项把利氏，764年地入吐蕃                                  |
| 安定州都督府 （677年置，716年改属庆州都督府） | 桥州   | 甘肃环县南湫乡             | 677年置，安置党项野利氏，764年地入吐蕃                                  |
| 安定州都督府 （677年置，716年改属庆州都督府） | 乌州   | 甘肃环县山川乡             | 677年置，安置党项拓跋氏，764年地入吐蕃                                  |
| 安定州都督府 （677年置，716年改属庆州都督府） | 西戎州 | 甘肃环县耿湾乡             | 677年置，安置党项拓跋氏，764年地入吐蕃                                  |
| 安定州都督府 （677年置，716年改属庆州都督府） | 野利州 | 甘肃环县四合塬乡           | 677年置，安置党项野利氏，764年地入吐蕃                                  |
| 安定州都督府 （677年置，716年改属庆州都督府） | 米州   | 陕西定边县罗卜塬乡         | 677年置，安置党项米擒氏，764年地入吐蕃                                  |
| 安定州都督府 （677年置，716年改属庆州都督府） | 还州   | 陕西定边县刘峁塬乡         | 677年置，安置党项把利氏，764年地入吐蕃                                  |
| 安化州都督府 （677年置，716年改属庆州都督府） | 安化州 | 甘肃环县合道镇             | 677年置，安置党项破丑氏，764年地入吐蕃                                  |
| 安化州都督府 （677年置，716年改属庆州都督府） | 永和州 | 甘肃环县吴城子乡           | 677年置，安置党项破丑氏，764年地入吐蕃                                  |
| 安化州都督府 （677年置，716年改属庆州都督府） | 威州   | 甘肃环县演武乡             | 677年置，安置党项破丑氏，764年地入吐蕃                                  |
| 安化州都督府 （677年置，716年改属庆州都督府） | 旭州   | 甘肃镇原县殷家城乡         | 677年置，安置党项拓跋氏，764年地入吐蕃                                  |
| 安化州都督府 （677年置，716年改属庆州都督府） | 琮州   | 甘肃环县毛井镇             | 677年置，安置党项破丑氏，764年地入吐蕃                                  |
| 安化州都督府 （677年置，716年改属庆州都督府） | 西沧州 | 甘肃环县车道镇             | 677年置，安置党项拓跋氏，764年地入吐蕃                                  |
| 安化州都督府 （677年置，716年改属庆州都督府） | 莫州   | 甘肃环县何坪乡             | 677年置，安置党项拓跋氏，764年地入吐蕃                                  |
| 安化州都督府 （677年置，716年改属庆州都督府） | 儒州   | 甘肃环县芦家湾乡           | 677年置，安置党项拓跋氏，764年地入吐蕃                                  |

唐朝原州都督
- 段志玄（634年）
- 程知节（634年—637年）
- 史幼虔（贞观初年）
- 李正明（永徽年间）
- 于德方（永徽年间）
- 李奉慈（显庆年间）
- 蔺仁基（高宗年间）
- 陈令英（武周年间）
- 马思恽（武周年间）
- 宗楚客（704年—705年）
- 李钦宪（714年）
- 王晙（714年）
- 杨执一（开元年间）
- 韦衡（玄宗年间）